# Lichnoptera pythion
Lichnoptera pythion är en fjärilsart som beskrevs av Druce 1889. Lichnoptera pythion ingår i släktet Lichnoptera och familjen Pantheidae. Inga underarter finns listade i Catalogue of Life.